# Tarjan
|  |

Tarjan, cercano a Kafr Ammar y Kafr Turki, es el nombre moderno de un antiguo cementerio de Egipto, situado a unos 50 km al sur de El Cairo y 35 km al sur de Menfis en la orilla oeste del Nilo, y posee uno de los yacimientos arqueológicos más importantes de la época de la formación del imperio egipcio, cerca del 3000 a. C.; la necrópolis contiene más de dos mil tumbas del periodo predinástico y del Imperio Antiguo de Egipto.

## La necrópolis

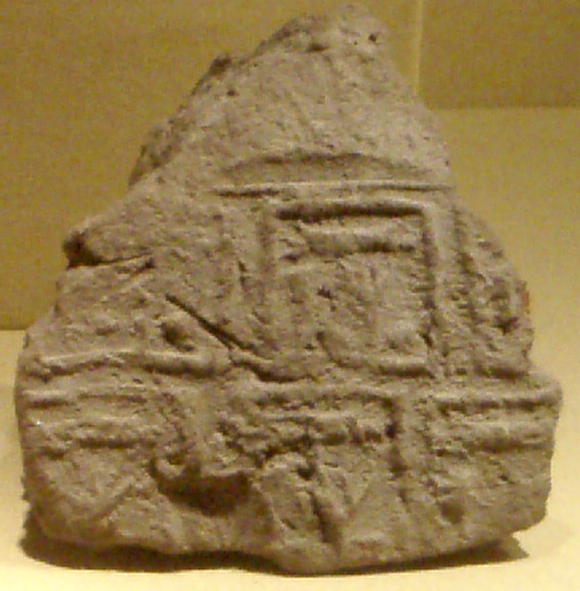
Impresiones de sello con el nombre de Narmer. (Tarjan).

El cementerio fue excavado en 1911 y 1912 por Flinders Petrie, encontrando tumbas de casi todas las épocas y, lo que es más importante, muchas pertenecientes a la época de formación del Estado egipcio, alrededor del 3000 a. C. Petrie encontró más de dos mil tumbas, la mayoría eran simples agujeros en el suelo pertenecientes a la gente común, pero también hay varias mastabas de la primera dinastía, decoradas en fachada de palacio. También hay enterramientos del primero y tercer periodo intermedio, del periodo tardío. Del Imperio Medio y Nuevo se han descubierto pocas tumbas. 
La mayoría de los enterramientos son simples pozos excavados en tierra. Entre el ajuar hay algunos barcos, joyas para las mujeres y armas y herramientas para los hombres. Los materiales orgánicos se han conservado bien, encontrándose muchos ataúdes de madera (la mayoría muy sencillos) así como muebles y barcos de madera. Entre los hallazgos más importantes se encuentra una tumba con impresiones del sello del faraón Narmer, y los ropajes más antiguos encontrados en Egipto.

## Tarjan como periodo histórico
Flinders Petrie explicó en 1913, en su primera publicación sobre las excavaciones del yacimiento, que se requería un nombre distintivo para este antiguo periodo, que es el más importante, por lo que fue denominado igual que la aldea más cercana: Tarjan (Tarkhan). 
Petrie utilizó el nombre Kafr Ammar para los enterramientos de fecha posterior, situados en la misma necrópolis. 

## Coordenadas
Situación: 29°30′N 31°13′E / 29.500, 31.217